# クルト・ハーン
クルト・ハーン（Kurt Hahn、1886年6月5日 – 1974年12月14日）は、ドイツのユダヤ系教育者。世界共通の大学入学資格を含む国際バカロレアに基づく国際教育組織、ユナイテッド・ワールド・カレッジ(UWC)の最初の一校であるアトランティック・カレッジ（高校）の創設に寄与した。イギリスで活躍したため、英語読みでカート・ハーンとも表記される。

## 生涯
ゲッティンゲン大学卒業。バーデン公マックスの政治秘書を勤め、政治的な助言役でもあった。第一次世界大戦後のドイツの右傾化で、バーデン公が政界を退くあたり、ドイツの次代を背負う青少年の教育をしたいと伝え、自分の所有の城のひとつ、ボーデン湖に程近いザーレム城をそのために提供し、ザーレム校を開校した。男子生徒だけの全寮制で、厳しい鍛錬と学業重視の、当時の世界の新教育運動からするといささか復古的なスタイルの学校であった。当時、台頭しつつあったナチスは、彼の右寄りに見えた教育姿勢に関心を持ち、ドイツのナチス化のための教育行政の全権を彼の手に委ねようとしたが、一見スタイルにおいては右寄りにも見える彼の教育は、根本的なところで完全なリベラルであり、彼はナチスの誘いを断固拒絶したばかりでなく、ナチスに関係している全卒業生に対しても回状を出し「ナチスにつくのか、母校たるザーレムにつくのか、全卒業生はそれに態度を決せよ」と全学校を挙げて、反ナチスの旗を鮮明にしたため彼は投獄される。
バーデン公マックスと縁戚関係になるイギリスのエディンバラ公とイギリス政府が、ドイツと交渉を重ね、ハーンは釈放と同時に国外追放になりイギリスに移る。イギリスではスコットランドで新しいタイプのパブリックスクール、ゴードンストウン校を創立する。この学校は、これまでのパブリックスクールに新しい波をもたらしたとして注目を浴びる。国際的なカリキュラムを用意した質の高い教育（合言葉は五つの柱という、野外体験教育、環境教育、国際理解、地域ボランティア、民主主義教育が、眼目になっている）を提供し、同時に同様の理想と教育レベルを提供している世界各地の伝統校との国際的なネットワーク、「ラウンドスクエア」の拠点としても知られるようになる。この呼び名は、学校に隣接して古代ローマ時代の円形闘技場の跡があり、隣接した四角い校舎と並んだところを高みからみると、「丸と四角」に見えるところから由来したものである。
ハーンは、また短期の野外体験学校、アウトワード・バウンド・スクールも創設。これは後に世界27ヵ国、35校に及ぶ大組織になっていく。